# Erysimum welcevii
Erysimum welcevii är en korsblommig växtart som beskrevs av Ivan Kiroff Urumoff. Erysimum welcevii ingår i släktet kårlar, och familjen korsblommiga växter. Inga underarter finns listade i Catalogue of Life.